# Dezinformare
Dezinformarea, în contextul spionajului, informațiilor militare și al propagandei, reprezintă difuzarea de informații voit false, cu scopul de a deruta inamicul cu privire la poziția proprie sau la intențiile de acțiune. Se referă și la distorsionarea unor informații reale, pentru a le face inutilizabile.

## Obiectivele dezinformării
După Vladimir Volkoff, autorul celebrului Tratat de dezinformare, dezinformarea este tehnica ce permite furnizarea de informații generale eronate unor terți, determinându-i să comită acte colective sau să difuzeze judecăți dorite de dezinformatori.
Tehnicile de dezinformare se regăsesc și în comerț și guvernare, fiind folosite de unele grupuri cu intenția de a submina poziția unui concurent.
În timp ce propaganda are ca principal țel obținerea de sprijin emoțional, dezinformarea are scopul de a manipula audiența la nivel rațional, fie prin discreditatarea unor informații ce se contrazic, fie prin sprijinirea unor concluzii false. O a treia metodă de ascundere a faptelor este cenzura, aplicată atunci când un grup poate exercita un astfel de control. Atunci când canalele de informare nu pot fi închise complet, ele sunt făcute inutilizabile prin saturarea cu dezinformări, scăzând astfel valoarea "raportului semnal/zgomot".
Dezinformarea nu trebuie confundată cu eroarea de informare, care nu este deliberată. De exemplu, dacă o persoană sau o agenție de știri difuzează o informație despre care nu știe că este adevărată, dar despre care crede că este adevărată, aceasta nu este o dezinformare propriu-zisă. De aceea, adesea dezinformarea este dată drept eroare de informare, atunci când acela care difuzează mesajul nu știe că acela care stă la originea mesajului a construit în mod deliberat o informație falsă, pe care a pus-o la dispoziție spre difuzare. Dacă scopul unei astfel de acțiuni este inducerea în eroare a utilizatorului final al informației sau dacă dezinformarea are rolul de a distruge credibilitatea celor suficient de creduli pentru a o difuza (de obicei, o agenție de știri), fără a-și da seama ce pagube îi produc receptorului final, trebuie judecat caz cu caz.

## Cum se practică dezinformarea
Există numeroase moduri de a trata o informație, în așa fel încât ea să devină aptă pentru o acțiune de dezinformare:

- Negarea faptelor (Nu este adevărat că X i-a furat banii lui Y).
- Inversarea faptelor (Nu X i-a furat banii lui Y, ci dimpotrivă, Y i-a furat banii lui X).
- Amestecul dintre adevăr și minciună (Este adevărat că X i-a luat banii lui Y, dar asta din cauza faptului că Y îi datora lui X acei bani, pe care refuză să-i mai dea înapoi).
- Modificarea motivului (Motivul pentru care banii lui Y au fost găsiți la X nu este furtul, ci faptul că X i-a găsit pe o alee în fața casei lui Y).
- Estomparea (Se face prea multă gălăgie pentru o sumă atât de mică; alții fură miliarde și nu pățesc nimic!).
- Generalizarea (Toată lumea fură în România; cum de l-ați găsit tocmai pe X țap ispășitor?).
- Utilizarea părților inegale (În cazul mediatizării furtului, se va acorda un spațiu restrâns faptului în sine, iar evidențierea calităților morale și ale faptelor bune ale lui Y va ocupa un spațiu mult mai mare).

## Exemplu clasic
Un exemplu clasic de dezinformare s-a petrecut în timpul celui de-al Doilea Război Mondial, ducând la debarcarea din Ziua-Z, când serviciile de informații britanice au reușit să dezinformeze germanii în așa măsură, încât aceștia au crezut că grosul forțelor de debarcare s-ar găsi la Kent, Anglia, de unde urmau să traverseze Canalul Mânecii. În realitate, debarcarea a avut loc în Normandia, regiune în care s-a putut stabili un cap de pod, datorită ezitării Comandamentului german de a-și deplasa forțe în zonă.

## Contracararea dezinformării
Se pot da câteva sfaturi „candidaților la dezinformare", știind că vulnerabilitatea unei ținte depinde de personalitatea individului amenințat, de situația sa socio-profesională (în special când aparține mediilor de influență sau este o autoritate în materie decizională): 
- să nu te lași sufocat de informație:

- formularea de principii și opinii doar asupra subiectelor pentru care se poate avea acces la mai multe surse de informare;
- practicarea spiritului de contradicție;
- refuzarea autocenzurilor.
- examinarea:

- sursei;
- conținutului informației;
- momentului și contextului în care a fost lansată;
- confruntarea cu realitatea.
- comunicarea trebuie să fie suportivă:

- atacă problema și nu persoana;
- fii descriptiv și nu evaluativ;
- fii specific, concret și nu general, global;
- validează interlocutorul;
- asigură continuitatea procesului de comunicare;
- asumă-ți răspunderea.